# 札幌ビューホテル大通公園
札幌ビューホテル大通公園（さっぽろビューホテルおおどおりこうえん、Sapporo View Hotel）は、札幌市中央区にあるホテル。

## 概要
朝日生命の札幌への自社ビル建設に際し地域発展への貢献への思いと後楽園スタヂアム（現・東京ドーム）のシティホテル構想が合致したことから札幌でのホテル開発を計画し、当初は後楽園スタヂアムが一括賃借してホテル運営を行った。設計にあたっては大通公園に面していることから公園や周辺環境を高めるよう1000平米の公開空地や花樹植栽を設け、内部には高さ50m・面積30m×20mの全天候型吹き抜けを北海道で初めて採用した。その後2017年に朝日生命と東京ドームとの間で賃貸借契約の更新の合意に至らず日本ビューホテルへ移管され現名称に改称された。

## 沿革
- 1986年（昭和61年）7月：朝日生命札幌大通りビル着工[4]。
- 1987年（昭和62年）：「株式会社札幌後楽園ホテル」設立。
- 1988年（昭和63年）6月20日：「札幌後楽園ホテル」開業[4]。
- 1989年（平成元年）：札幌市の『第4回都市景観賞』受賞[1]。
- 2011年（平成23年）：「東京ドームホテル 札幌」と名称変更。
- 2017年（平成29年）：東京ドームホテル 札幌営業終了[2]。日本ビューホテルによる運営となり、「札幌ビューホテル大通公園」として開業[3]。

## 施設
客室
- モデレートフロア
  - シングルルーム (18.7 m²)
  - セミダブルルーム (18.7 m²)
  - スタンダードダブルルーム (22.6 m²)
  - エコノミーツインルーム (22.6 m²)
  - スタンダードツインルーム (28.0 m²)
  - ラージツインルーム (38.8 m²)
  - デラックスツインルーム (45.1 m²)
  - 和室 (38.8 m²〜)
  - ユニバーサルルーム (42.2 m²)
- エクセレンシィフロア
  - スタンダードツインルーム (28.0 m²〜)
  - エクセレンシィダブルルーム (22.6 m²〜)
  - ラージツインルーム (38.8 m²)
  - デラックスツインルーム (45.1 m²)
  - コネクティングルーム (37.4 m²+18.7 m²)
  - 和洋室 (45.1 m²)
  - ジュニアスイートルーム (73.6 m²)
  - スイートルーム (120.0 m²)
- リニューアルフロア
  - コンセプトは『LOCAL&RESORT』

レストラン・バー
- 中華料理 緑花（ルファ）
- グリルブッフェ&レストラン・バー オードリー

宴会
- 大宴会場 ピアリッジホール (800 m²)
  - ホールA (400 m²)
  - ホールB (400 m²)
- 中宴会場 クレストホール (290 m²)
- 小宴会場
  - 桜の間 (117 m²)
    - 桐の間 (60 m²)
    - 楓の間 (57 m²)

  - 桂の間 (52 m²)
  - 桧の間 (52 m²)

## アクセス
大通公園が目の前にあり、すすきのへも徒歩圏内に位置している。
- 札幌市営地下鉄 大通駅1番出口から徒歩約5分
- 北海道旅客鉄道（JR北海道）札幌駅から車で約5分
- E5A 札樽道 札幌北ICから車で約20分
- 新千歳空港から車で約70分（北都交通、北海道中央バス 新千歳空港連絡バス「札幌ビューホテル大通公園」停留所（空港発降車のみ）[5]）